# Винарија Брестовачки
Винарија Брестовачки се налази у Ердевику, док су виногради засађени на потезима Лице и Гвоздењак, са леве и десне обале језера Мохарач, на површини од 23ha, а микролокалитет је идеалан за винову лозу због јужних падина Фрушке горе и ружа ветрова.
Прерада грожђа се врши у Ердевику. Уз савремену технологију и контролисану температуру се врши ферментација и даље одлежавање вина. Вина су заокружена и пуна, са израженим сортним карактеристикама и аромама и кристалном бистрином. Најбољи ужитак се остварује када се пију расхлађена на температури од 10 до 12 °C.